# Let United Airlines 173
Let United Airlines 173 byl pravidelný let z New Yorku do Portlandu s mezipřistáním v Denveru. 28.12.1978 havarovalo letadlo tohoto letu na předměstí Portlandu. Typ letadla byl čtyřmotorový proudový DC-8. Posádku tvořilo 5 stewardů/stewardek a velice zkušený kapitán Malburn McBroom, první důstojník Roderick Beebe a palubní inženýr Forrest Mendenhall.

## Havárie letu 173
Let probíhal normálně do té doby, než piloti nechali vysunout podvozek. U jednoho z tlačítek, které po zmáčknutí vypustí podvozek, stále blikalo světlo, což znamená, že podvozek není zajištěný. Kapitán McBroom proto vyslal palubního inženýra Mendelhalla, aby se šel do kabiny kouknout, jestli je na křídle vysunutá tyčka (u starších letadel se po vysunutí podvozku na křídlech vysunula krátká tyčka jakožto mechanický indikátor vyklopení podvozku). I přesto, že byla tyčka vysunutá, chtěl kapitán problém úplně vyřešit. Nad Portlandem kroužili celkem hodinu. Krátce před zřícením informovali kapitána kopilot a palubní inženýr o téměř nulovém množství paliva. Kapitán byl ale natolik zaneprázdněný, že je ignoroval a dále se soustředil na řešení problému s podvozkem. Zanedlouho zhasly všechny motory a letadlo začalo padat. Kapitán McBroom pochopil, že už na letiště nedoletí a pokusil se nouzově přistát v lesíku na předměstí Portlandu. Při nárazu zemřel palubní inženýr Mendelhall, steward Joan Wheeler a dalších 8 cestujících. Kdyby kapitán McBroom nepřistál mezi stromy a narazil do nějaké budovy, byl by nejspíš počet obětí mnohem vyšší. Ironií osudu také bylo, že letadlo po zřícení nevybuchlo, protože v něm nebylo žádné palivo.

## Vyšetřování
Vyšetřování se ujalo NTSB, které později uvedlo jako hlavní příčinu příliš velkou pozornost, kterou kapitán McBroom věnoval poruše podvozku (porucha podvozku je téměř zanedbatelný problém, při většině havárií letadel způsobených poruchou podvozku nikdo nezemřel) a špatnou komunikaci kapitána s ostatními členy posádky (v té době bylo krajně neslušné, aby oponovali zkušenému kapitánovi ostatní členové posádky).

## Důsledky
Problém byl vyřešen výcvikovým programem vyvíjeným NASA – Optimalizace součinnosti posádky, který později absolvovala většina pilotů United Airlines a ostatních aerolinek. Kapitán McBroom přišel o pilotní licenci a o rodinu. Zemřel o 26 let později, 9.10.2004.